# Великогорянский сельский совет (Кременецкий район)
Великогорянский сельский совет (укр. Великогорянська сільська рада) — упразднённая административная единица в составе
Кременецкого района
Тернопольской области
Украины.
Административный центр сельского совета находился в 
с. Великая Горянка.

## Населённые пункты совета
- с. Великая Горянка
- с. Волица
- с. Малая Горянка